# Castillonnès
Castillonnès é uma comuna francesa na região administrativa da Nova Aquitânia, no departamento Lot-et-Garonne. Estende-se por uma área de 19,51 km². Em 2010 a comuna tinha 1 415 habitantes (densidade: 72,5 hab./km²).